# Nikkei

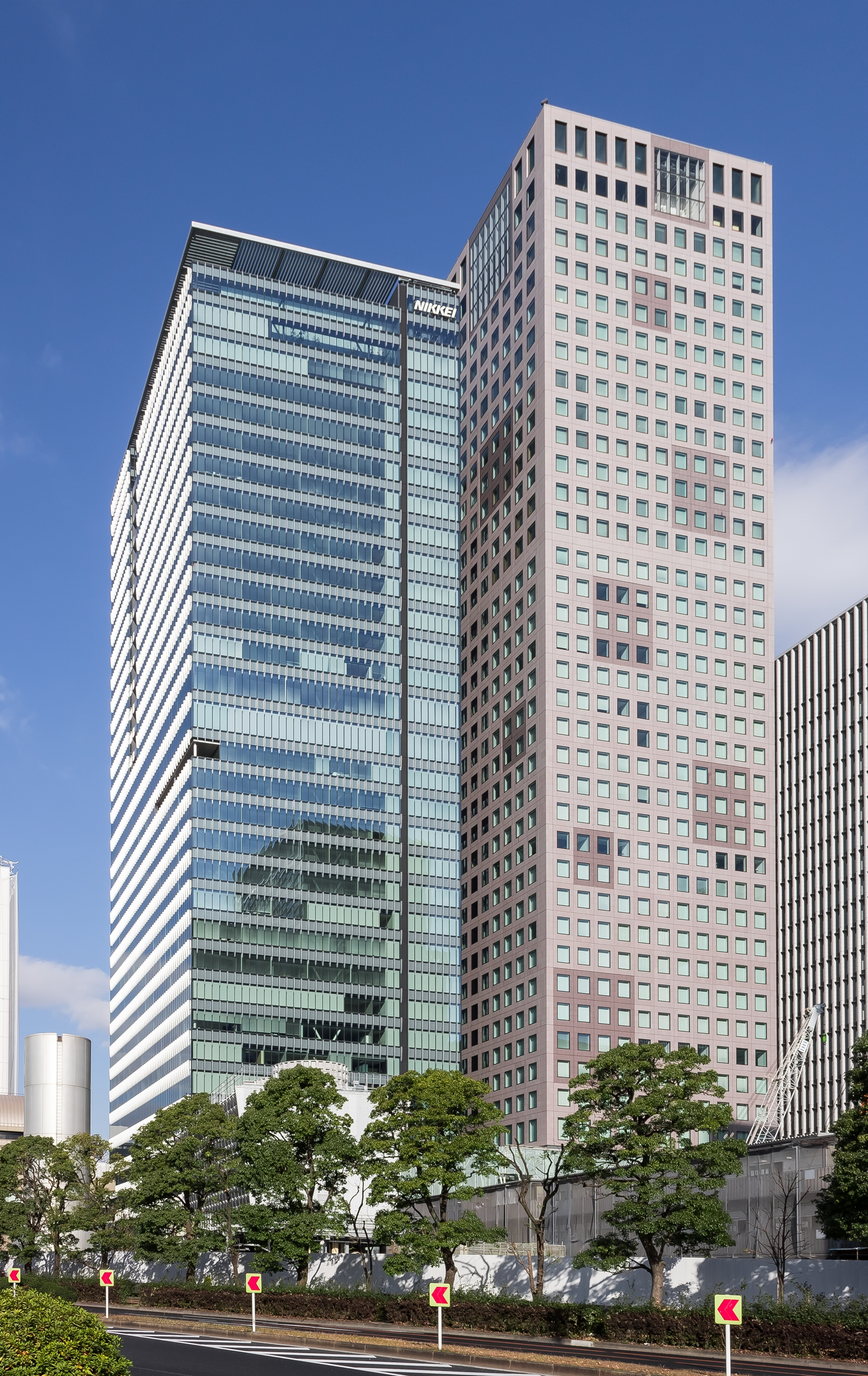
Sídlo Nikkei v Tokiu (vlevo)

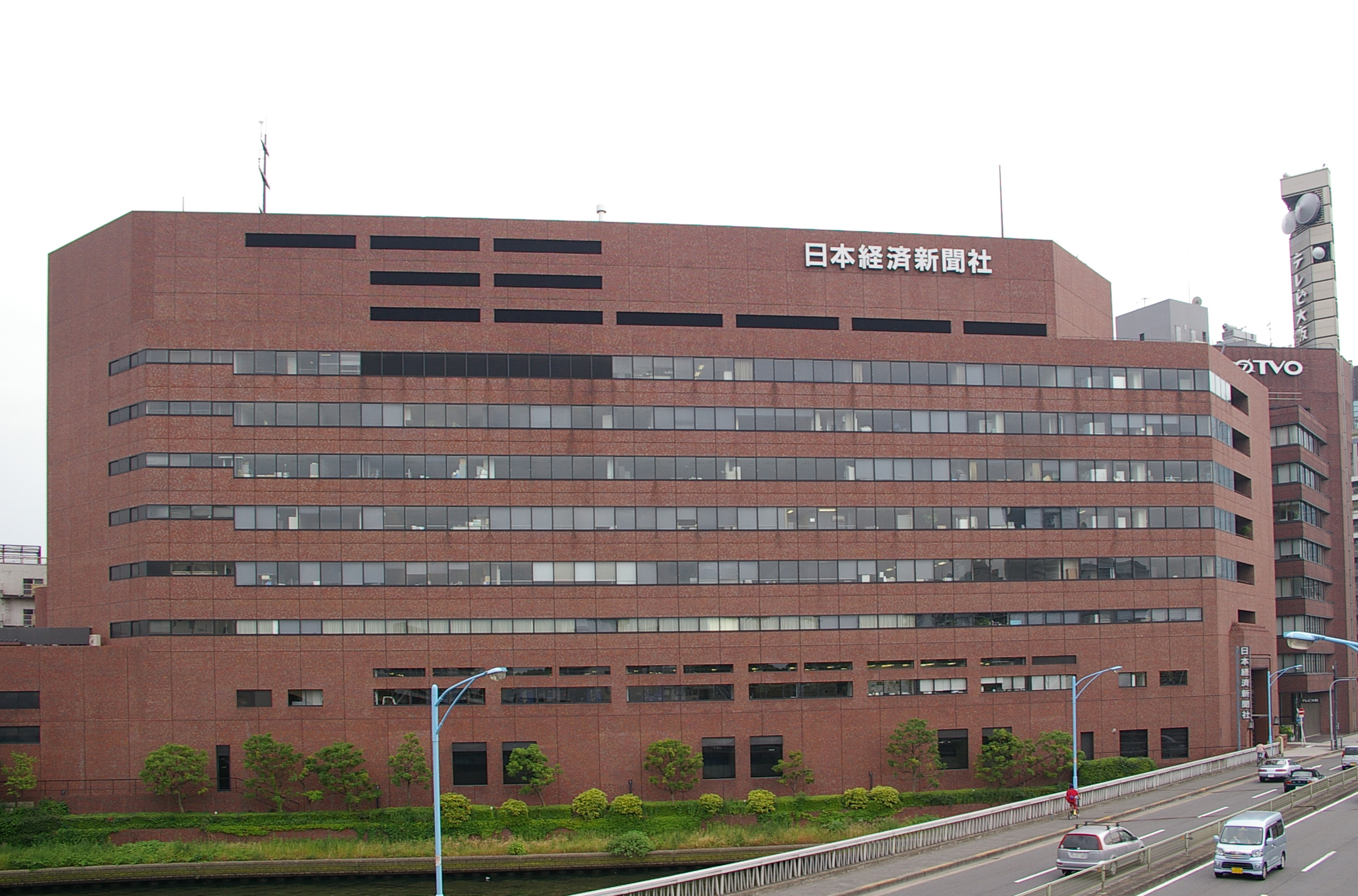
Sídlo Nikkei v Osace

Nikkei Inc. (japonsky 日経) celým názvem Nihon Keizai Shimbunsha (japonsky 日本経済新聞社) je japonská mediální společnost se sídlem v Tokiu, založená v roce 1876 původně jako oddělení skupiny Mitsui & Co.. Je to největší nezávislá mediální společnost v Asii a její deník Nihon Keizai Shimbun s 3,12 miliony předplatitelů (2015) je největší světový finanční deník. Od roku 2013 Nikkei publikuje týdeník Nikkei Asian Review v anglickém jazyce.
Akciový index Nikkei 225 je vypočítáván společností Nikkei od roku 1950. Od roku 2015 je Nikkei majitelem anglického deníku Financial Times.